# Salvatore Ruocco
 (juin 2021).
Il peut être nécessaire de l'améliorer pour respecter le principe de neutralité de point de vue. Veuillez consulter la page de discussion pour plus de détails.

 (juin 2021).
Salvatore Ruocco, né le 7 janvier 1980 à Naples, est un acteur italien de cinéma, de théâtre et de télévision.

## Biographie
Salvatore Ruocco naît dans le quartier de la Rione Sanità de Naples et est élevé à Miano.
En 2009, il commence une formation théâtrale avec Liberascenaensamble, réalisé par Renato Carpentieri. En 2011, il commence un workshop avec l'acteur qui était l'élève de Peter Brook, Pitcho Womba Konga.
Il joue dans les films Gomorra de Matteo Garrone, Napoli, Napoli, Napoli d'Abel Ferrara, L'intervallo de Leonardo Di Costanzo, Zeros and Ones d'Abel Ferrara.

## Filmographie

### Cinéma
- 2005 : Sotto la luna di Scampia (it) (Sotto la stessa luna) de Carlo Luglio (it)
- 2005 : Caravaggio - L'ultimo tempo (it) de Mario Martone (documentaire)
- 2008 : Gomorra de Matteo Garrone
- 2009 : Napoli, Napoli, Napoli d'Abel Ferrara (docufilm)
- 2010 : Un tigre parmi les singes (Gorbaciof) de Stefano Incerti
- 2011 : Là-bas - Educazione criminale (it) de Guido Lombardi
- 2012 : L'intervallo de Leonardo Di Costanzo
- 2013 : Ciro de Sergio Panariello (court-métrage)
- 2013 : Il ragioniere della mafia (it) de Federico Rizzo
- 2014 : BFACE de Maret Corine (court-métrage)
- 2014 : Take Five de Guido Lombardi
- 2014 : Pasolini d'Abel Ferrara
- 2017 : Veleno (it) de Diego Olivares
- 2017 The Stranger de Salvatore Ruocco (court-métrage)
- 2021 : Zeros and Ones d'Abel Ferrara
- 2022 : Padre Pio d'Abel Ferrara : Padre Pio
- 2023 : Equalizer 3 (The Equalizer 3) d'Antoine Fuqua
- 2025 : The Iris Affair de Terry McDonough

### Télévision
- 2006 : La Squadra de Luca Ribuoli
- 2010 : Ho sposato uno sbirro d'Andrea Barzini
- 2015 : Rex, chien flic de Marco et Antonio Manetti

### Clips vidéos
- 2011 : Cattivi guagliuni clips vidéos de 99 Posse, direction d'Abel Ferrara

## Théâtre
- 2008 : L'opera di periferia de Pasquale De Cristofaro
- 2010 : KO de Alessandra Cutolo
- 2012 : kO de Alessandra Cutolo

VImxuhqhCaQ